# Super Ghouls 'n Ghosts
Super Ghouls 'n Ghosts, lanzado originalmente en Japón como Chōmakaimura (超魔界村 La supermágica aldea del mundo del demonio?), es un juego de plataformas de side-scrolling producido por Capcom.

## Argumento
Mientras muere, Lucifer dice que no morirá por completo y jura que eventualmente volverá a reinar el mundo. Antes de que suceda, Arthur viaja en busca de un arma lo suficientemente poderosa como para acabar con Lucifer de una vez por todas. Mientras despedia a Arthur en su viaje, la princesa Prin Prin estaba segura de que Arthur regresaría algún día y la gente reconstruyó el castillo y el pueblo. 
4 años después, el pueblo se llenó de gente y festejaban la reconstrucción. Arthur al escuchar en su país vecino, decide volver al castillo. La princesa estaba alegre al reunirse con Arthur por primera vez después de 4 años y ambos se abrazaron, pero en ese momento, la princesa es secuestrada y llevada al reino demonio y Arthur se sorprendió al ver el resurgimiento de Lucifer, pero se da cuenta de que no se trata del, alguien más era responsable de la reaparición del reino de los demonios y el secuestro de la princesa. Tomando su lanza, Arthur va a al reino demonio para salvar a la princesa y detener la nueva amenaza.

## Jugabilidad
El jugador vuelve a asumir el papel del caballero Arthur, con nuevas armas y habilidades disponibles. Con gráficos y sonido mejorados sobre su predecesor, Arthur ahora tiene la capacidad de hacer doble salto, agregando un nivel completamente nuevo de estrategia al juego y ayudando a que llegue a lugares lejanos. Sin embargo, a diferencia de Ghouls 'n Ghosts, Arthur ya no tiene la capacidad de atacar hacia arriba. 
El juego recibe un total de 7 niveles y al igual que su juego predecesor, hay que completar el juego 2 veces y obtener la pulse de la Diosa en la segunda vez para vencer al verdadero jefe final. 
El juego tiene varias armas que el jugador puede usar, como la lanza, hacha, daga, ballesta, antorcha, guadaña, tri-blade y la pulsera de la Diosa
Igualmente, están las armaduras, las cuales ahora son 3 (la normal de acero, la de bronce y la de oro, la cual obviamente, la de oro tiene magia que se puede usar, dejando presionado el boton de ataque. También recibimos escudos, el solar y el lunar que nos brindara soporte y al ser golpeados, la armadura no se suelta del jugador. Sin embargo, al recibir muchos golpes, el escudo se rompe.

## Versiones
Fue lanzado originalmente para Super Nintendo Entertainment System en 1991. Es el tercer juego de la serie Ghosts'n Goblins. 
El juego fue incluido en el recopilatorio de videojuegos Capcom Generations: Chronicles of Arthur para PlayStation y Sega Saturn, y también como Capcom Classics Collection para PlayStation 2 y Xbox, y como Capcom Classics Collection: Reloaded para PlayStation Portable. 
Una reedición del juego fue lanzada para Game Boy Advance con nuevas características y niveles adicionales. La versión original de SNES fue relanzada para la Consola Virtual de Wii y también para la Nintendo eShop de Wii U en 16 de mayo de 2013.

## Otros medios
- Super Ghouls 'n Ghosts es uno de los videojuegos presentados en el manga titulado Rock'n Game Boy, por Shigeto Ikehara y publicado por Comic BomBom del octubre de 1989 al diciembre de 1991.

- Super Ghouls 'n Ghosts es uno de los videojuegos presentados en el manga titulado Cyber Boy o Dennou Boy, por Nagai Noriaki y publicado por Comic BomBom y Shogakukan del 1991 al 1993.

## Recepción
La versión original de SNES vendió 1 millón de unidades durante su lanzamiento, por lo que es uno de los juegos más vendidos de Capcom de todos los tiempos

En 1997, Electronic Gaming Monthly incluyó la versión de SNES como el mejor videojuego de consola número 22 de todos los tiempos, calificándolo como "Uno de los juegos de acción de desplazamiento lateral con mayor intensidad gráfica que la Super NES haya visto. También uno de los más difíciles".